# Atracis rivularis
Atracis rivularis är en insektsart som först beskrevs av William Lucas Distant 1910.  Atracis rivularis ingår i släktet Atracis och familjen Flatidae. Inga underarter finns listade i Catalogue of Life.